# Arroio do Ouro
Arroio do Ouro är ett vattendrag i Brasilien.   Det ligger i delstaten Rio Grande do Sul, i den södra delen av landet, 1 500 kilometer söder om huvudstaden Brasília.
I omgivningen kring Arroio do Ouro växer i huvudsak städsegrön lövskog. Området är ganska tätbefolkat, med 75 invånare per kvadratkilometer.